# Pierre Marcel-Béronneau
Ne pas confondre avec le peintre français André Beronneau (en) (1886-1973).
Pierre Amédée Marcel-Béronneau, né le 14 juillet 1869 à Bordeaux et mort le 13 janvier 1937 à La Seyne-sur-Mer, est un peintre, aquarelliste, dessinateur et graveur français.
Élève de Gustave Moreau, il est rattaché au mouvement du symbolisme.

## Biographie

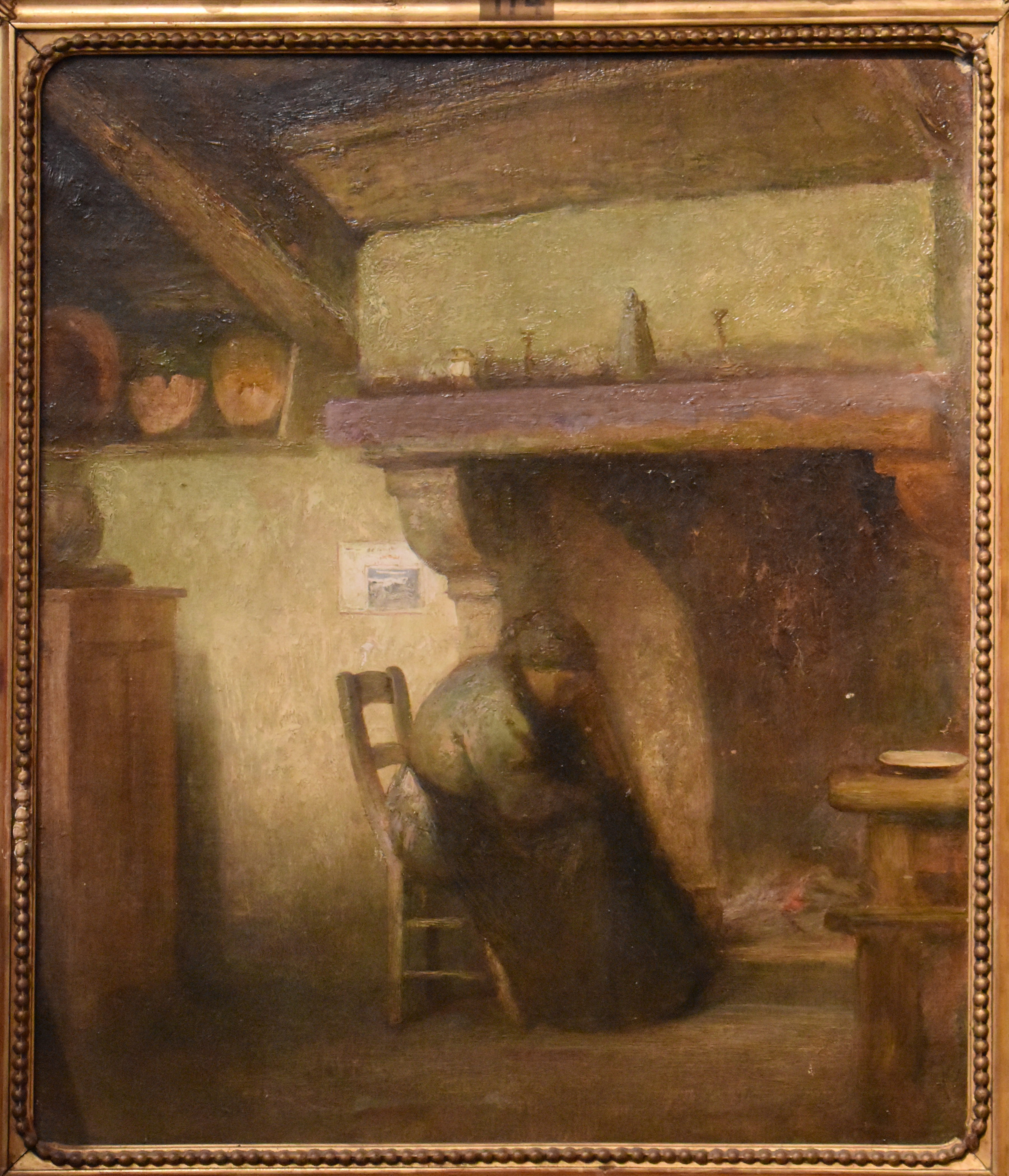
Intérieur (avant 1906), Musée de la Vie Quotidienne dans les Pyrénées de Bagnères-de-Bigorre

### Carrière artistique
Pierre Marcel-Béronneau étudie d'abord à l’École des beaux-arts de Bordeaux, en même temps que Fernand Sabatté. Inscrit ensuite à l’École des Arts décoratifs à Paris, il entre en 1892 à l'École nationale supérieure des beaux-arts de Paris où il devient élève de Gustave Moreau et d'Eugène Thirion. Il se lie d'amitié avec son condisciple Georges Rouault et partage avec lui un atelier à Montparnasse. Il fait partie des meilleurs élèves de Moreau, qui l'influence fortement et qui dit de lui : « M. Béronneau, mon élève, est un excellent travailleur, bien doué et qui est digne à tous égards du plus grand intérêt ».
Dès 1895, il expose au Salon des artistes français.

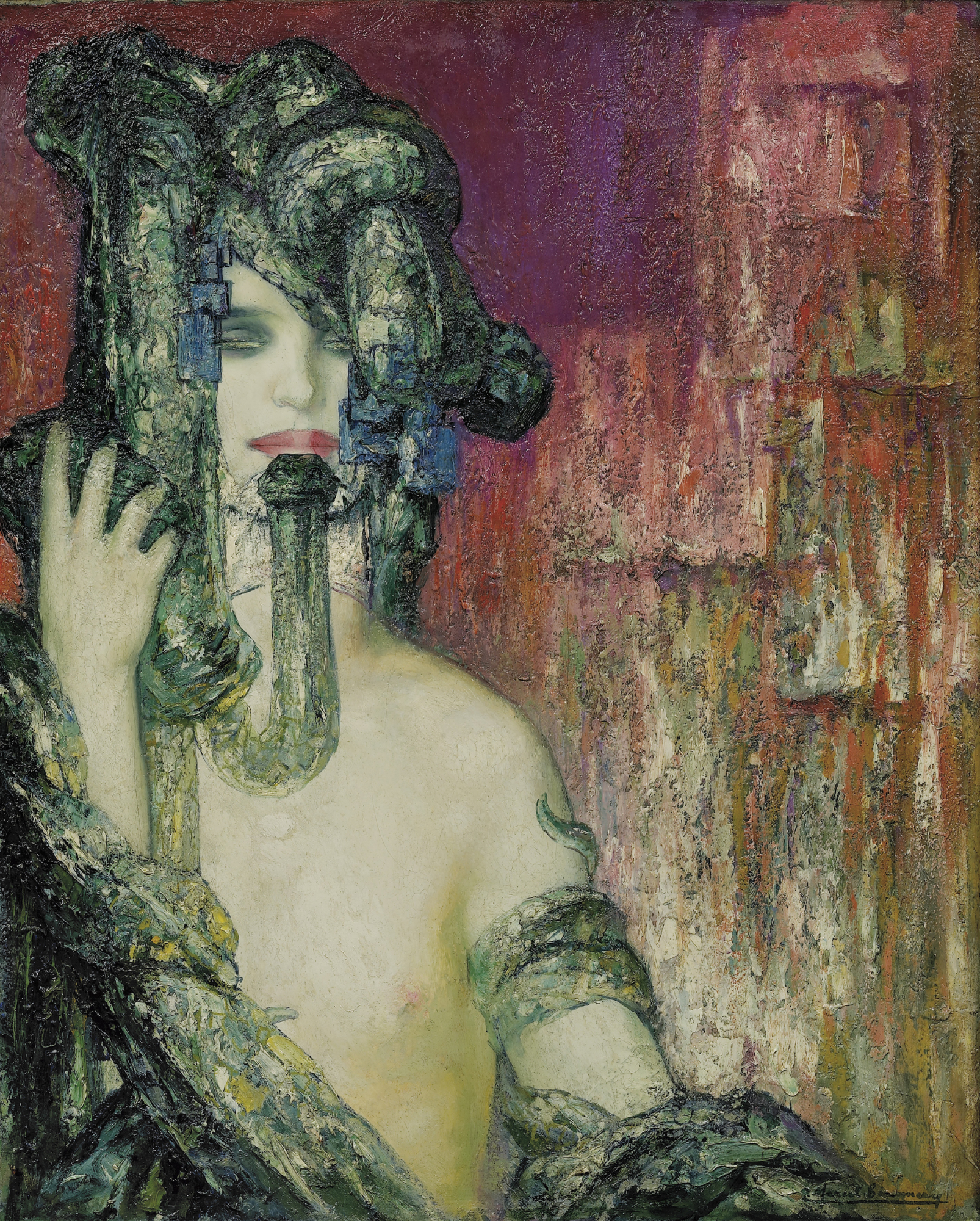
Gorgone

L’œuvre de Marcel-Béronneau comprend une production académique, pour laquelle il est reconnu et reçoit des commandes publiques.
La seconde partie de sa production est influencée par son maître, Gustave Moreau, dont il est le plus proche disciple et reprend les thématiques et le style, en l'orientant vers une touche plus géométrique.
Il peint des personnages mythiques et bibliques masculins, tel Orphée, mais plus souvent féminins, telles Léda, Sapho, Judith, Gorgone et surtout, Salomé.
« Hanté par ces figures à la sensualité exacerbée et réinterprétant sans cesse les mythes, il les met en scène dans des compositions fantasmagoriques, théâtrales et toujours avec une dimension monumentale »,,,, dont certaines figurent aujourd'hui dans les collections publiques,.
En 1896, le critique Arsène Alexandre écrit de lui dans Le Figaro qu’il est un « grand artiste raffiné », un « peintre délicat, sérieux, souvent profond, qui joint une parfaite probité aux aspirations de pensées les plus élevées » et un parfait « gustave-moriste »,.
Avec d'autres, Pierre Marcel-Béronneau forme « le cœur catholique, du symbolisme », il est « sensible au mouvement préraphaélite » et participe aux salons de la Rose-Croix,,.
En 1908, le poète et peintre libano-américain Gibran Khalil Gibran étudie l’art à Paris, grâce à Mary Haskell (en), directrice d'école, qui était son amie intime, sa protectrice et sa bienfaitrice. Il y fréquente l'Académie Julian puis, en 1909, l'atelier de Béronneau, dont il devient l'ami,,,. Selon Robin Waterfield, « Gibran a été confirmé dans son aspiration à être un peintre symboliste » après avoir travaillé dans l'atelier de Marcel-Béronneau.

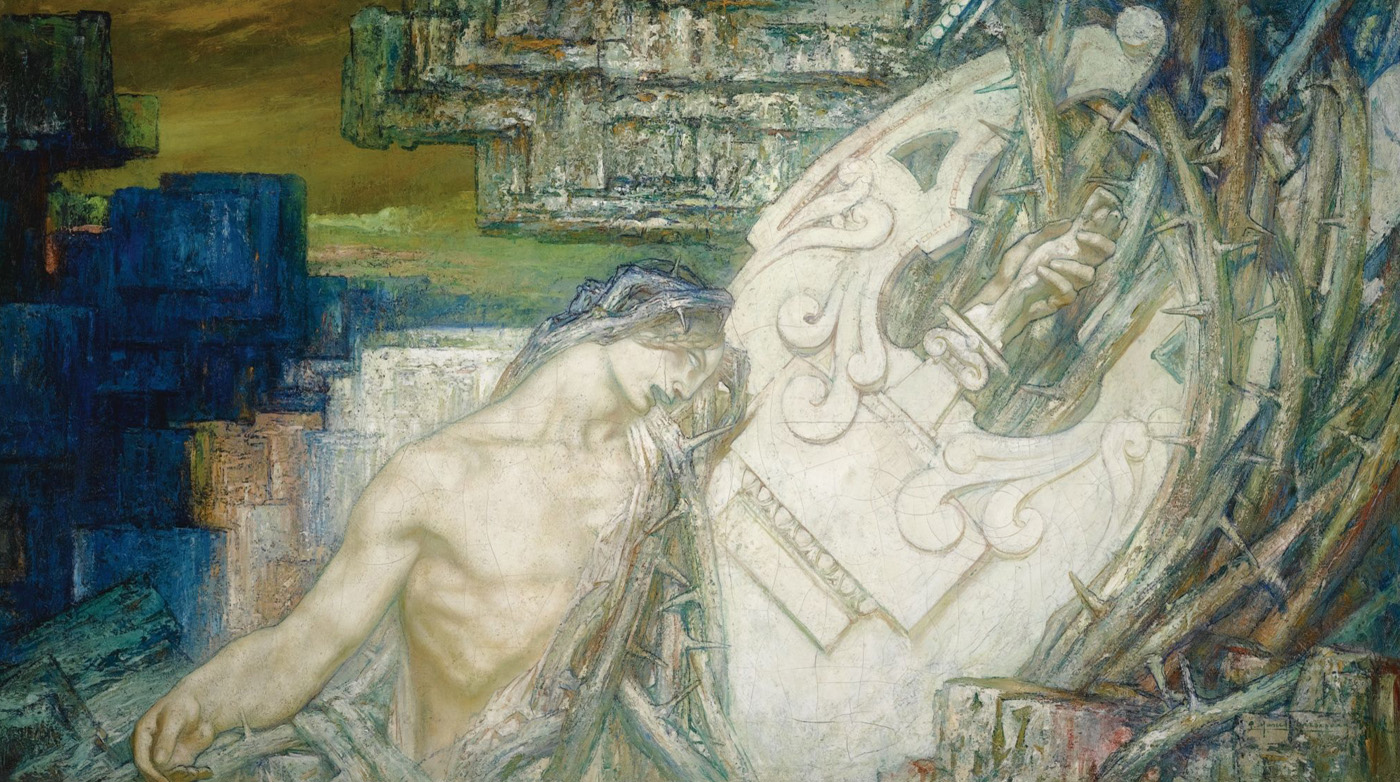
Orphée et Eurydice

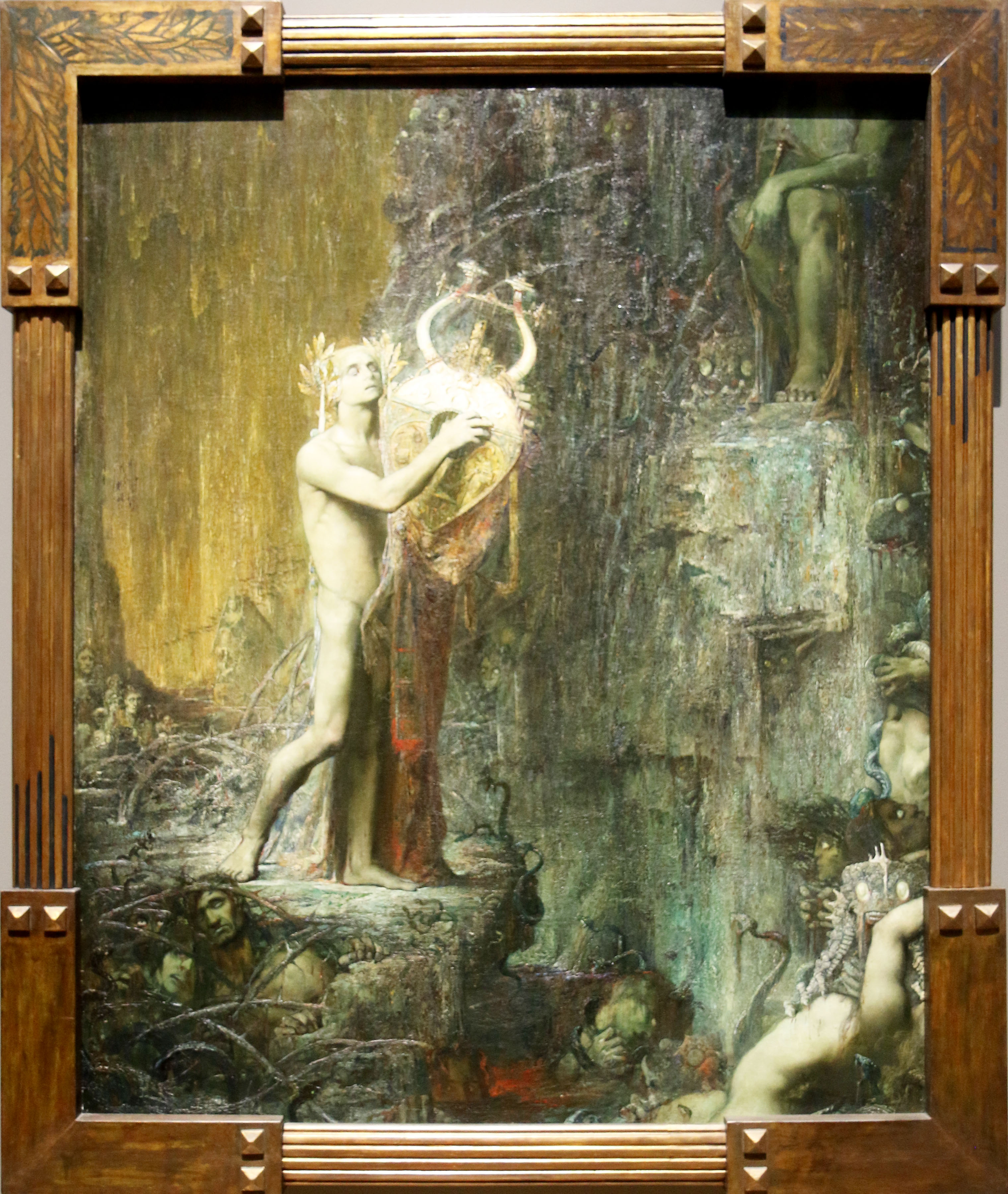
Orphée aux Enfers, illustration pour l'opéra "Orfeo" de Monteverdi musée des Beaux-Arts de Marseille

Le 7 février 1909, Gibran écrit à Mary Haskell : « Je travaille à présent seulement avec Béronneau et j'ai arrêté mes études à l'académie Julian. Béronneau a une petite classe d'une douzaine d'élèves. Nous avons parfois des nus et parfois des modèles drapés. Béroneau travaille avec nous. Il veut que je voie chaque chose en tant que valeur et non pas sous forme de traits. Il dit qu'il aime mon travail, car je n'essaie pas d'être un petit Béronneau comme les autres ».

Il décrit Béronneau ainsi : « C'est un grand artiste et un merveilleux peintre ainsi qu'un mystique. Le ministère de la Culture a acheté nombre de ses peintures, et il est connu dans le monde artistique comme le "Peintre de Salomé" »,.
Béronneau est aussi influencé par l'érotisme du peintre Franz von Stuck (Salomé de Stuck (1906) (en)) et, comme lui, porte une grande attention au choix des cadres de ses tableaux. Ainsi, en 1933, illustre-t-il Les Fleurs du mal de Charles Baudelaire,,.

### Vie privée
Pierre Marcel-Béronneau se marie en 1918 avec Germaine Marchant, peintre paysagiste et modèle de son tableau de 1905 intitulé Salomé et celui de nombre de ses tableaux et aquarelles.
Après son mariage, il s’installe près de sa belle-famille à Versailles, où il réalise de nombreuses peintures des jardins du Petit Trianon, dans lesquelles les arbres tiennent une place prépondérante.
Pendant la Première Guerre mondiale, il fonde un groupement d'entraide, baptisé « l’Étoile », qui soutient les artistes parisiens.

À la fin de sa vie, il ne peint presque plus en raison des séquelles d’un accident survenu en 1930.
Les tableaux et aquarelles conservés dans son atelier d'artiste sont vendus, à Draguignan, le 12 décembre 2009.

### Récompenses et distinctions
Pierre Marcel-Béronneau remporte le 1er grand prix des Arts décoratifs en 1893, la médaille au concours d’esquisse et le 1er prix de l’Atelier, qui récompense l’ensemble de sa production, en 1894. La même année, il est désigné premier au concours Chenavard aux Beaux-Arts de Paris.
Il est nommé chevalier de la Légion d'honneur en 1914.
Il était membre de la Société des Artistes Français.

### Postérité
En 1981, le galeriste Alain Blondel organise une importante rétrospective de ses œuvres à Paris. Il évoque la « ferveur passionnée [que Béronneau] a mis à décrire à travers ses héroïnes favorites le mythe de la femme fatale ».

### Signatures
En général, quand il signait,
 

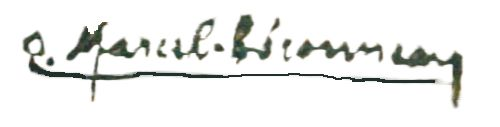

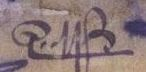

il signait ses tableaux « P. Marcel-Béronneau » et ses aquarelles « P.MB ».